# Malvières
Malvières é uma comuna francesa na região administrativa de Auvérnia-Ródano-Alpes, no departamento de Alto Loire. Estende-se por uma área de 13 km². Em 2010 a comuna tinha 135 habitantes (densidade: 10,4 hab./km²).